# 장화신은 고양이: 끝내주는 모험
"장화신은 고양이: 끝내주는 모험"(영어: Puss in Boots: The Last Wish)은 2022년 개봉한 미국의 판타지 액션 모험 애니메이션 영화이다. 애니메이션 《슈렉》 시리즈의 캐릭터 장화신은 고양이를 주인공으로 하며, 2011년 애니메이션 영화 《장화 신은 고양이》의 후속 작품이다.

## 성우 출연진
- 안토니오 반데라스: 푸스 인 부츠
- 셀마 헤이엑: 말랑손 키티
- 하비 길렌: 페로
- 플로렌스 퓨: 골디락스
- 올리비아 콜먼: 마마 베어
- 레이 윈스턴: 파파 베어
- 샘선 카요: 베이비 페어
- 존 멀레이니: 빅 잭 호너
- 바그네르 모라: 빅 배드 울프
- 데이바인 조이 랜돌프: 마마 루나
- 안소니 멘데즈: 수의사
- 콘라드 버논: 진저브레드
- 코디 카메론: 피노키오
- 케빈 맥켄: 양심 벌레

## 한국어 더빙 성우진
- 최석필: 푸스 인 부츠
- 이새벽: 말링손 키티
- 황창영: 페로
- 장미: 골디락스
- 조현정: 마마 베어
- 박영재: 파파 베어
- 김현욱: 베이비 베어
- 석승훈: 빅 잭 호너
- 이현: 빅 배드 울프
- 엄상현: 피노키오, 진저브레드, 양심 벌레
- 김보나: 마마 루나
- 이상범: 수의사
- 황리서: 어린 골디락스
- 남의종: 소년
- 김현심: 젠
- 원에스더: 조, 베이커 군단
- 장서화: 성주, 동요남, 베이커, 베이커 군단, 병사
- 정의택: 소년의 아빠, 바텐더, 베이커, 쫒는 베이커, 베이커 군단, 병사
- 이다은: 종업원, 하인, 맞은 베이커, 베이커 군단
- 정수진: 생존 베이커